# Арктур
Аркту́р (α Волопа́са, α Boo) — зоря нульової зоряної величини в сузір'ї Волопаса. Найяскравіша в Північній півкулі й четверта за яскравістю на всьому зоряному небі. Це червоний гігант, у 28 разів більший та більш ніж у 100 разів яскравіший за Сонце. Перебуває на відстані близько 36,7 світлових років від Землі.
У середніх широтах Арктур видно взимку, навесні й улітку.

## Походження назви
Назва зорі походить від дав.-гр. Αρκτούρος (Арктурос) — «Страж Ведмедиці». За однією з версій давньогрецької легенди, Арктур ототожнюється з Аркадом, що був поміщений на небо Зевсом, щоб охороняти свою матір — німфу Каллісто, перетворену Герою на ведмедицю (сузір'я Великої Ведмедиці). За іншою версією, Аркад — це все сузір'я Волопаса, найяскравішою зіркою якого є Арктур. Арабською Арктур називається Харис-ель-сема («хранитель небес»). Аккадська назва — Щу па. Гавайською мовою зірку називають словом Хокуле'а.

## Значення для розвитку астрономії
Арктур — перша зоря, в якої ще 1718 року Едмонд Галлей помітив рух у просторі. Власний рух Арктура досить великий, більший ніж у будь-якої іншої зорі першої величини за винятком α Центавра. Кутову відстань у 30′ (видимий поперечник Місяця) Арктур долає приблизно за 800 років.
Арктур став першою зорею, яку вдалося побачити вдень за допомогою телескопа. Зробив це 1635 року французький астроном й астролог Морен.

## Арктур у культурі
Зоря неодноразово згадується в фантастиці, зокрема:
- «Подорож до Арктуру» (1920) Девіда Ліндсея, де навколо Арктура обертається планета Торманс, на якій протагоніст роману зазнає фантастичних пригод у пошуках Бога.
- «Що за божевільний Всесвіт» (1949) Фредеріка Брауна, де земляни борються проти загарбників із Арктура.
- «Бак Роджерс у XXV столітті» (1979—1981) — американський телесеріал, у якому система Арктура є домівкою цивілізації телепатів.
- «Пробудження» (2016) — американський науково-фантастичний фільм, у якому космічний корабль «Авалон» робить гравітаційне прискорення навколо зірки Арктура. Обліт зірки показано на оглядовому майданчику на кораблі.

Назву Хокуле'а, як гавайською мовою називають Арктур, носить також один з астероїдів головного поясу.